# Serie A 1950 (damvolleyboll, Italien)
Serie A  FIPAV 1950 var den femte upplagan av serien, som utser de italienska mästarna i volleyboll på damsidan. Lega Nazionale Trieste vann serie för första gången. Serien bestod av sex lag som alla mötte varandra både hemma och borta i matcher i bäst av fem set.

## Sluttabell[1]
| Pos.. | Lag                    | Pt | M  | V  | F  | SV | SF |
| ----- | ---------------------- | -- | -- | -- | -- | -- | -- |
| 1.    | Lega Nazionale Trieste | 20 | 10 | 10 | 0  | 30 | 11 |
| 2.    | FARI Bergamo           | 14 | 10 | 7  | 3  | 26 | 19 |
| 3.    | Invicta Trieste        | 12 | 10 | 6  | 4  | 22 | 18 |
| 4.    | FARI Brescia           | 10 | 10 | 5  | 5  | 23 | 20 |
| 5.    | Ruentes Ravenna        | 4  | 10 | 2  | 8  | 14 | 26 |
| 6.    | Adriatica Ravenna      | 0  | 10 | 0  | 10 | 9  | 30 |

| Italienska mästare |